# Tep Vattho
Tep Vattho (1963 – 2016) là kiến trúc sư, chủ khách sạn, nhà quy hoạch đô thị và giám đốc bộ phận quy hoạch đô thị của Cơ quan Apsara (Cơ quan Bảo vệ Di tích và Quản lý Khu vực Angkor) ở Siem Reap, Campuchia. 

## Tiểu sử
Tep Vattho là con gái của thẩm phán và Bộ trưởng Bộ Tư pháp Campuchia, Ngài Tep Hun,
Bà đã bỏ trốn sang Pháp khi mới 12 tuổi. Hai tuần sau, Campuchia sụp đổ vì sự cuồng nhiệt đẫm máu của những nhà lãnh đạo Khmer Đỏ. Ở Pháp, bà học y khoa trong hai năm, nhưng chuyển sang học kiến trúc, rồi tình cờ gặp mặt và kết hôn với đồng nghiệp người Pháp là Kiến trúc sư Olivier Piot.
Tại thành phố Siem Reap, thành phố lớn thứ hai của Campuchia và chỉ cách Angkor Wat 14 km, cặp đôi kiến trúc sư này góp phần đã xây dựng nên hai khách sạn lớn và một rạp hát với thiết kế độc đáo là Khách sạn Angkor Village (1994), Khu nghỉ dưỡng Angkor Village, và rạp hát lâu đời nhất Siem Reap mang tên Rạp hát Apsara Angkor Village (1997).
Bà qua đời năm 2016 tại nhà riêng ở thành phố Siem Reap, thọ 53 tuổi, để lại chồng và hai cậu con trai.
Bà chính là mẹ của David Piot, nhà quản lý các doanh nghiệp gia đình gồm Khách sạn Angkor Village, Rạp hát Apsara Angkor Village và công viên về hưu dành cho voi gọi là Rừng Voi Kulen. 

## Khác biệt
- Đường Rue Tep Vattho, dọc theo Sông Siem Reap và Khu nghỉ dưỡng Angkor Village ở Siem Reap.[6]